# Battle Royale
Battle Royale (バトル・ロワイアル, Batoru Rowaiaru) é um romance do escritor japonês Koushun Takami. Originalmente concluído em 1996, o romance só foi publicado em 1999. A história conta sobre alunos do ensino médio que são forçados a lutar um contra o outro até a morte em um programa administrado por um governo totalitário japonês, agora conhecido como a República da Grande Ásia Oriental.
Foi um dos finalistas do Japan Grand Prix Horror Novel de 1997, sendo desclassificado pelo seu conteúdo polêmico. Após a sua publicação em 1999, o romance surpreendentemente se tornou um best-seller.
Em 2000, um ano após sua publicação original, Battle Royale foi adaptado em uma série de mangá, escrita pelo próprio Takami, e em um longa-metragem. O filme foi igualmente controverso e famoso, tornando-se um dos filmes de maior bilheteria do ano, além de ter sido condenado pela Dieta Nacional do Japão, o poder legislativo japones. O filme originou também uma sequência e outras duas pequenas adaptações de mangá também foram criadas.

## Enredo
Battle Royale se passa em uma versão fictícia do Japão, apresentado como um estado policial. O estado, conhecido como a República da Grande Ásia Oriental (大東亜共和国 Dai Tōa Kyōwakoku), se originou após uma revolta populacional e sofreu uma repressão pela junção das Forças Armadas e das Forças de Polícia. De tempos em tempos, 42 alunos do 9º ano de alguma escola secundária são selecionados aleatoriamente para pegar armas e lutar entre si até que somente um sobreviva. O Programa foi criado, supostamente, como uma forma de pesquisa militar, com o resultado de cada batalha sendo transmitido na televisão.
Sob o disfarce de uma "viagem escolar", um grupo de estudantes da Escola Secundária Shiroiwa (城岩中学校 Shiroiwa Chūgakkō), uma escola secundária operada pela cidade de Shiroiwa, uma cidade fictícia localizada em Kagawa, são presas em um ônibus e forçadas a inalar gás do sono, para então acordar em uma escola em uma ilha isolada e vazia, utilizando coleiras de metal em volta de seus pescoços. Depois de serem informados sobre o Programa, os estudantes são designados a kits de sobrevivência com uma arma ou ferramenta aleatória, e mandados para a ilha um a um. Enquanto a maioria dos estudantes recebem armas e facas, alguns recebem itens relativamente inúteis, como bumerangues, dardos do jogo de arremesso de dardos, ou um garfo. Em alguns casos, ao invés de uma arma, o estudante recebe uma ferramenta. Hiroki Sugimura recebe um dispositivo de rastreamento e Toshinori Oda recebe um colete à prova de balas.
Para ter certeza de que os estudantes irão matar uns aos outros, as coleiras de metal em volta de seus pescoços informam sua posição, e irão explodir se eles entrarem em uma "Zona Proibida" ou se tentarem retirar a coleira. As Zonas Proibidas são áreas do mapa escolhidas aleatoriamente que aumentam em número conforme o tempo passa, reesculpindo e diminuindo o campo de batalha e forçando os estudantes a se moverem. As coleiras secretamente transmitem som para os organizadores do Programa, permitindo-os ouvir as conversas dos estudantes e os planos de escape, além de catalogar suas atividades. As coleiras também explodem se ninguém morrer durante 24 horas corridas.
No fim, somente quatro estudantes sobram: Shuya Nanahara, Noriko Nakagawa, Shogo Kawada e o antagonista Kazuo Kiriyama. Uma perseguição de carro ocorre junto de um tiroteio entre o antagonista e os três personagens principais. Shogo encena a morte de Shuya e Noriko e embarca no barco onde o vencedor é transportado de volta para a sua província de origem, acompanhado de Sakamochi Kinpachi, que introduz o Programa aos alunos no início do livro, e alguns soldados. Quando Sakamochi revela que Shuya e Noriko estão vivos e tenta executar Shogo devido às suas ideias subversivas, ouvidas durante o programa, Shogo o mata com um lápis HB. Shuya e Noriko embarcam e matam os soldados a bordo e encontram Shogo, que acaba morrendo devido aos ferimentos que ocorreram durante o Programa. Seguindo o conselho de Shogo de "não demonstrar misericórdia", Shuya e Noriko escapam de volta para Shiroiwa, e viram fugitivos da polícia e do governo.

## Publicação
Koushun Takami terminou Battle Royale em 1996, depois de sair do seu trabalho como jornalista. A história foi rejeitada na rodada final do Japan Grand Prix Horror Novel de 1997, uma competição de livros de horror e terror, devido ao seu conteúdo extremamente controverso. Sua primeira publicação ocorreu em 1999, pela editora japonesa Ohta Publishing. Em Agosto de 2002, foi re-lançado em um livro de bolso dividido em duas partes e com norvas revisões pela editora Gentosha.
Takami descreve os personagens como sendo todos "possivelmente iguais", sendo "todos a mesma coisa" apesar de serem personagem estáticos. Takami utilizou essas descrições em contraste com a adaptação em mangá que ele escreveu, com ilustrações de Masayuki Taguchi, em que ele acredita existirem personagens mais diversos e bem-desenvolvidos.
Em 2001, Kōji Ōnuma escreveu Battle Royale: Kyokugenshinri Kaisekisho (バトル・ロワイアル 極限心理解析書 Batoru Rowaiaru Kyokugenshinri Kaisekisho?, em trad. lit. "Battle Royale: Análise da Psicologia Extrema), uma dissertação que explora o tema do livro. 
Battle Royale foi traduzido para o português por José Jefferson Teixeira e lançado no Brasil pela Globo Livros em 17 de Março de 2014.

## Adaptações

### Mangá
Uma adaptação em mangá, escrita por Takami e ilustrada por Masayuki Taguchi, foi lançada na revista Young Champion de Akita Shoten de 2000 até 2005.  Foi lançada em 15 volumes Tankōbon, e publicada no Brasil pela Conrad Editora entre 2007 e 2011.
Um segundo mangá, intitulado Battle Royale II: Blitz Royale foi lançado na Young Champion de 2003 até 2004. Escrito e ilustrado por Hiroshi Tomizawa, essa série é baseada no segundo filme de Battle Royale feito por Kinji Fukasaku, sem possuir nenhuma continuidade com o livro original ou com a primeira adaptação em mangá, e foi lançada em 2 volumes tankōbon.
Em 2011, um spin-off de dois capítulos intitulado Battle Royale: Angels' Border foi desenhado por Mioko Ohnishi e Youhei Oguma (cada um desenhando um capítulo). A história foca nas seis garotas que ficaram no Farol durante grande parte da duração do Programa, e foi lançada em dois capítulos na Young Champion e mais tarde lançado em um único volume tankōbon. O volúme único foi lançado no Brasil pela NewPOP Editora.

### Longa-Metragens
Battle Royale foi adaptado em um longa metragem do mesmo nome, lançado em 2000, dirigido por Kinji Fukasaku e escrito pelo seu filho Kenta Fukasaku. Foi seguido pelo longa Battle Royale II: Requiem, lançado em 2003.
Em Junho de 2006, foi noticiado pela revista Variety que o estúdio New Line Cinema, em conjunto com os produtores Neil Moritz e Roy Lee tinham a intenção de produzir uma adaptação americana de Battle Royale. No entanto, a New Line nunca comprou os direitos de produção e depois do Massacre de Virginia Tech em Abril de 2007, Lee constatou que o projeto havia sido "seriamente abalado". Em 2012, Roy Lee estatou que um remake não seria mais possível devido ao lançamento de Jogos Vorazes, filme baseado no livro homônimo, que estava sendo criticado na época devido à suas similaridades com Battle Royale, falando que "A Audiência veria o filme somente como uma copia de Jogos — a maioria não iria saber que Battle Royale veio primeiro. É injusto, mas é a realidade". No entanto, ele constatou que talvez voltasse para o filme em dez anos para "desenvolver um Battle Royale para a próxima geração".

### Televisão
Em 26 de Julho de 2012, o Los Angeles Times noticiou que o canal televisivo The CW estava em discussões com representadores de Hollywood sobre a possibilidade de transformar Battle Royale em uma série de televisão americana. De acordo com um porta-voz, as conversas foram somente preliminares, mas que se um acordo fosse conseguido, a rede iria adquirir os direitos do livro de Koushun Takami, e iria expandi-lo para uma série dramática com uma hora de duração por episódio. Joyce Jun, uma advogada de Hollywood representando os direitos dos EUA sobre os direitos do título constatou que "não havia um acordo concreto" . Um porta-voz do canal CW confirmou que haviam ocorrido algumas discussões, se recusando a falar mais do que isso.
Na coletiva de imprensa da Television Critics Association ocorrida em 13 de Janeiro de 2013, o Presidente da CW Marc Pedowitz falou que "No momento, não planejamos fazer nada relacionado a Battle Royale". Ele clarificou que os relatórios pegos de uma ligação feita por ele para ver se os direitos estavam disponíveis e também notou que o seu interesse no livro predatava o Massacre em Aurora em 2012 e o Tiroteio na escola primária de Sandy Hook.

## Recepção
Em sua publicação em 1999, Battle Royale virou um dos livros best-seller do Japão. O livro anteriormente havia entrado no Japan Grand Prix Horror Novel de 1997, sendo rejeitado na final devido ao seu conteúdo controverso. Ficou em quarto lugar no Kono Mystery ga Sugoi! de 2000, um guia anual que classifica os livros de mistério e thriller publicados no ano anterior